# Oxyrhopus leucomelas
Oxyrhopus leucomelas är en ormart som beskrevs av Werner 1916. Oxyrhopus leucomelas ingår i släktet Oxyrhopus och familjen snokar. IUCN kategoriserar arten globalt som livskraftig. Inga underarter finns listade i Catalogue of Life.
Arten förekommer i Anderna i Colombia, Ecuador och Peru. Utbredningsområdet ligger 1200 till 2750 meter över havet. Oxyrhopus leucomelas vistas i molnskogar och i andra fuktiga bergsskogar. Ormen besöker ursprungliga skogar och brukad skog. Den rör sig främst på marken.